# Šunka u kruhu
Šunka u kruhu – chorwacka potrawa mięsna (danie główne) należąca do tradycyjnych dań Hrvatskiego zagorja.
Potrawa jest w Chorwacji wielkanocnym daniem świątecznym (serwowanym też w innych porach roku). Przyrządzana jest z całej wędzonej i gotowanej szynki otoczonej ciastem chlebowym złożonym najczęściej z mąki, drożdży, letniej wody, smalcu i soli. Aromatu dodają liście laurowe, czosnek i pieprz mielony. Całość piecze się w piekarniku i studzi przed podaniem.